# Droga wojewódzka nr 668
Droga wojewódzka nr 668 (DW668) – droga wojewódzka rozpoczynająca się w Piątnicy Poduchownej i kończąca w Osowcu-Twierdzy. Droga znajduje się pod zarządem, w strukturze Podlaskiego Zarządu Dróg Wojewódzkich w Białymstoku, Rejonu Dróg Wojewódzkich w Łomży. 
W całej długości zaliczona jest do klasy dróg zbiorczych (Z).
Na odcinku drogi Piątnica Poduchowna – Jedwabne dozwolony jest ruch pojazdów o dopuszczalnym nacisku pojedynczej osi do 10 t. Z powodu złego stanu technicznego mostu w miejscowości Klimaszewnica (między Radziłowem i Osowcem-Twierdzą) ograniczono na obiekcie tonaż do 15 t.
W 2011 roku zakończono przebudowę drogi na odcinku Piątnica Poduchowna – Jedwabne (16,94 km), a w 2014 remont nawierzchni na odcinku Jedwabne – Przytuły. Planowana jest przebudowa drogi w Jedwabnem (ulica Przytulska) wraz z budową kanału deszczowego,  przebudowa mostu przez rzekę Wissa w miejscowości Karwowo oraz remont nawierzchni w miejscowości Klimaszewnica. Zaplanowano również remont nawierzchni na odcinku 0,540 km w miejscowości Mścichy.
Średni Dobowy Ruch Roczny (SDRR) w 2015 r. na odcinku Piątnica Poduchowna – Przytuły wyniósł 3411 poj./dobę, natomiast na odcinku Przytuły – Osowiec -Twierdza 1029 poj./dobę.

## Miejscowości leżące przy trasie DW668
- Piątnica Poduchowna
- Jeziorko
- Kownaty
- Janczewo
- Kaimy
- Jedwabne
- Stryjaki
- Przytuły
- Nowa Kubra
- Chrzanowo
- Radziłów
- Karwowo
- Mścichy
- Kolonia Klimaszewnica
- Klimaszewnica
- Osowiec-Twierdza